# 壷井正
壷井 正（つぼい ただし、9月3日 ｰ ）は、日本の音響監督。グロービジョン所属。壺井 正と表記されることも多い。

## 来歴・人物
日本大学芸術学部映画学科卒業。1979年にテレビ放送された『ベン・ハー』の吹き替えにて演出家デビュー。以降は長年にわたり吹替演出で活動している。また、近年は文学座附属演劇研究所などで後進の育成にも力を注いでいる。
演出家としてはグロービジョンの先輩である左近允洋に師事しており一番弟子のようなポジションだった。ただし演出方針は異なり、左近允が事前に緻密な準備と収録前の打ち合わせを行い台本の修正も多かったのに対し、壺井は台本の修正をあまり行わず収録中に出演者から出たアイデアも積極的に採用していたという。『新刑事コロンボ』シリーズでは、体調不良により引退した左近允から引き継ぎ複数の回で演出を担当している。
2016年からはアニメ『サザエさん』の録音演出を務めている。

## 主な参加作品
※特記のない限り全て音響監督（吹き替えは演出）としての参加

### テレビアニメ
1991年
- ちいさなおばけアッチ・コッチ・ソッチ

1992年
- コボちゃん
- ノンタンといっしょ

1994年
- 親子クラブ

2005年
- プレイボール

2016年
- サザエさん（録音演出）

### 劇場アニメ
- 天才えりちゃん金魚をたべた

### 吹き替え演出

#### 映画
- アート・オブ・ウォー（テレビ朝日版）
- 哀愁（日本テレビ版）
- アメリカン・グラフィティ（フジテレビ版）
- ヴァン・ダム IN コヨーテ（テレビ東京版）
- エクスペンダブルズ2
- キング・オブ・デストロイヤー/コナンPART2（TBS版）
- サイダーハウス・ルール（ソフト版）
- サイボーグ（テレビ朝日版）
- サハラ戦車隊（ソフト版）
- 地獄のバスターズ
- スターリングラード（日本テレビ版）
- ストリート・オブ・ファイヤー（フジテレビ版）
- スパルタンX（フジテレビ版）
- 絶体×絶命（テレビ朝日版）
- 大空港（日本テレビ新版）
- 大脱走2
- トゥー・ブラザーズ
- ドラゴン怒りの鉄拳（TBS版）
- トランザム7000
- トランスポーター（テレビ朝日版）
- ニンジャII/修羅ノ章
- ネイビー･シールズ（テレビ朝日版）
- ネバーセイ・ネバーアゲイン（ソフト版）
- ネメシス
- ノーマンズ・ランド（テレビ朝日版）
- バックドラフト（テレビ朝日版）
- ブルース・ブラザース（フジテレビ新版）
- ベン・ハー（日本テレビ版）
- ポルターガイスト（TBS版）
- マイ・ガール（テレビ朝日版）
- 真夜中の殺人コール
- 名犬ラッシー
- メル・ブルックス/珍説世界史PARTI
- ラスト・ボーイスカウト（テレビ朝日版）
- 霊幻道士
- ロード・オブ・ザ・リングシリーズ
  - ロード・オブ・ザ・リング/旅の仲間
  - ロード・オブ・ザ・リング/二つの塔
  - ロード・オブ・ザ・リング/王の帰還
- ロマンシング・ストーン 秘宝の谷（日本テレビ版）
- NYPD15分署（テレビ朝日版）
- 13デイズ
- アイ・アム・デビッド

#### ドラマ
- イ・サン
- 美しき日々
- 俺がハマーだ!
- カンフー・プリンセス・ウェンディー・ウー
- 宮廷女官チャングムの誓い
- 刑事コロンボ（日本テレビ版）※64-68話
- こちらブルームーン探偵社
- ザ・ケープ 漆黒のヒーロー
- 三銃士
- シカゴ・メッド
- SHERLOCK（シャーロック）
- 白バイ野郎ジョン&パンチ
- 素晴らしき日々
- チャームド
- 朱蒙
- デッド・エンド/特捜記者ブラティガンの挑戦
- 天国の樹
- ドクター・フー
- ナイトメア・ルーム
- ナイトライダー
- ナイトライダーNEXT
- 馬医
- HAWAII FIVE-0
- ヘチ 王座への道
- ペリー・メイスン（NHK版）
- マイコン大作戦
- ミステリー・グースバンプス（NHK版）
- 名探偵モンク
- 欲望という名の電車

#### アニメ
- サラとダックン
- ミッフィーのぼうけん

### 舞台
- COME BLOW YOUR HORN